# Андрија из Константинопоља
Андрија (грч. Άνδρέας) био је грчки учитељ рвања из Константинопоља. У делу „О ратовима“ Прокопија из Цезареје наведен је као један од учесника битке код Даре, која се збила у јуну месецу 530. године. Битка се водила између војски Источног римског и Саснидског царства у околини стратешки значајног римског пограничног утврђења Дара. Опис мегдана током којег је Андрија поразио двојицу персијских ратника допринео је прецизнијем одређивању места на ком се бој одвијао.

## Мегдан
Мегдани пред битку били су уобичајени део тадашње ратничке традиције. Тако је првог дана битке код Даре један млади сасанидски коњаник изјахао изазивајући било кога од Римљана, који је имао храбрости да му се супротстави. Након краћег оклевања јавио се Андрија, један од служитеља из пратње римског заповедника Вузе, задужен за његове телесне вежбе. На изазов се одазвао својом вољом и без ичијег наређења. Док се Персијанац премишљао Андрија је хитнуо копље и погодио га у груди. Рањени ратник је пао са коња, а Андрија је сјахавши притрчао и ножем му одрубио главу. Заорили су се поклици међу римским војницима којима су се у радости због Андријине победе придружили и они који су са бедема (грч. τοῦ περιβόλου) посматрали борбу мегданџија.
Потом је у празан простор између две војске ујахао нови персијски изазизвач, овог пута искусан ратник, за кога Прокопије каже да су му косу красиле прве седе власи. Поново се нико од римских војника није одмах одазивао на позиве Персијанца који им је такорећи пред носем разигравао коња, често га ударајући корбачем. Андрија је поново прихватио изазов иако му је то, након првог двобоја, строго забранио римски великодостојник Хермоген. Овог пута оба ратника су без устезања јурнула један на другога. Коњи су се сударили збацивши јахаче из седла, а копља су им од силине удара испала из руку. Андрија је био умешнији од противника и први се осовио на ноге. Док је Персијанац неспретно покушао да се придигне, овај сналажљиви рвач је притрчао, оборио га на земљу и без оклевања погубио. Победнички поклици који су се поново заорили из редова римске војске и са градских зидина (грч. τοῦ τείχους) били су још гласнији него први пут. Било због тога што је Персијанцима понестало мегданџија, било због тога што се ближила ноћ, њихов главни заповедник Пероз је одлучио да своју војску повуче назад у Амодиј. Римски војсковођа Велизар је своје распеване ратнике потом повео на преноћиште. Тако се неочекиваним херојством рвача Андрије завршио први дан битке код Даре.